# Марьевка (Борский район)
Марьевка — посёлок в Борском районе Самарской области России. Входит в состав сельского поселения Новый Кутулук.

## География
Посёлок находится в восточной части Самарской области, в степной зоне, на восточном берегу Марьевского водохранилища, к югу от автодороги 36К-848, на расстоянии примерно 27 километров (по прямой) к северо-западу от села Борского, административного центра района. Абсолютная высота — 144 метра над уровнем моря.
Климат
Климат характеризуется как резко континентальный, с морозной малоснежной зимой и жарким сухим летом. Средняя температура воздуха самого тёплого месяца (июля) — 21 °C; самого холодного (января) — −14 °C. Среднегодовое количество атмосферных осадков составляет 350 мм.
Часовой пояс
Посёлок Марьевка, как и вся Самарская область, находится в часовой зоне МСК+1. Смещение применяемого времени относительно UTC составляет +4:00.

## Палеонтология
В отложениях раннего триасового периода (нижнеоленёкский подъярус) Марьевки найдены ископаемые образцы темноспондильных амфибий из семейства Benthosuchidae, в частности  Benthosuchus cf. sushkini.

## Население
| 2010 |
| ---- |
| 114  |

Половой состав
По данным Всероссийской переписи населения 2010 года в гендерной структуре населения мужчины составляли 47,4 %, женщины — соответственно 52,6 %.
Национальный состав
Согласно результатам переписи 2002 года, в национальной структуре населения русские составляли 60 % из 105 чел., казахи — 34 %.